# Dimecoenia densepilosa
Dimecoenia densepilosa är en tvåvingeart som först beskrevs av Friedrich Georg Hendel 1930.  Dimecoenia densepilosa ingår i släktet Dimecoenia och familjen vattenflugor. Inga underarter finns listade i Catalogue of Life.